# Alex Miller (écrivain)
Pour les articles homonymes, voir Alex Miller et Miller.
Alexander McPhee "Alex" Miller, né le 27 décembre 1936  à Londres, est un écrivain australien.

## Biographie
Il émigre en Australie à l’âge de seize ans.
Il est l'auteur d’une dizaine de romans.
Il obtient le prix Miles Franklin en 1993 pour The Ancestor Game et en 2003 pour Journey to the Stone Country.

## Œuvres traduites en français
- Lovesong [« Lovesong »], trad. de Françoise Pertat, Paris, Éditions Phébus, coll. « Littérature étrangère », 2012, 283 p.  (ISBN 978-2-7529-0506-2)[2]
- Autumn Laing [« Autumn Laing »], trad. de Françoise Pertat, Paris, Éditions Phébus, coll. « Littérature étrangère », 2013, 420 p.  (ISBN 978-2-7529-0756-1)[1]
- Coal Creek [« Coal Creek »], trad. de Françoise Pertat, Paris, Éditions Phébus, coll. « Littérature étrangère », 2015, 304 p.  (ISBN 978-2-7529-1007-3)